# Phar Lap
Phar Lap (1926-1932) est un cheval de course pur-sang anglais. L'un des champions les plus célèbres d'Australie, il conquit une grande notoriété durant la Grande Dépression. 

## Carrière de courses
Phar Lap est né le 4 octobre 1926, à Seadown, près de Timaru, en Nouvelle-Zélande. Issu de l'élevage d'Alick Roberts, son nom est dérivé du mot thai ฟ้าแลบ ("Farlap"), qui signifie "éclair" - mais il aura de nombreux surnoms durant sa carrière : "Wonder Horse", "Red Terror" et "Big Red" en Australie, "The Australian Antelope", "The Mighty Train from the Antipodes" ou encore "Mammoth Kangourou" chez les Américains. Son entourage l'appelait plus communément "Bobby". Passé aux ventes de yearlings, Phar Lap fut acquis pour 160 guinées par l'entraîneur australien Henry Telford, pour le compte de l'homme d'affaires américain David J. Davis. Mais celui-ci fut mécontent en découvrant ce poulain hongre, se déplaçant mal, le chanfrein recouvert de verrues, et souhaita le revendre aussitôt. Telford le convainquit de le conserver en lui proposant un marché : il l'entraînerait gratuitement pendant trois ans, et reverserait à son propriétaire les deux tiers de tous ses gains en courses.   

Les débuts de Phar Lap en course ne furent pas brillants. Il termina bon dernier pour ses premiers pas, puis non placé lors de ses trois sorties suivantes. C'est le 27 avril 1929 qu'il passa pour la première fois le poteau en tête, monté par un apprenti de 17 ans, Jack Baker. Il faudra attendre septembre de la même année, alors que le poulain a désormais 3 ans, pour le voir à nouveau faire l'arrivée. Entre-temps, il termine non placé à quatre reprises. Mais son entraîneur, confiant dans son potentiel, n'hésite pas à lui faire courir des "stakes" (des courses principales), et un déclic se produit à la fin de l'été, lorsqu'il termine bon deuxième des Warwick Stakes. Dans la foulée, il remporte les Rosehill Guineas, l'AJC Derby (la plus prestigieuse course de 3 ans australienne) et le Victoria Derby, s'affirmant comme le meilleur poulain océanien. Pour sa première tentative dans la Melbourne Cup, il termine troisième derrière le champion néo-zélandais Nightmarch, le premier cheval à faire le doublé Melbourne Cup / Cox Plate, les deux plus grandes courses inter-générations en Australie.  

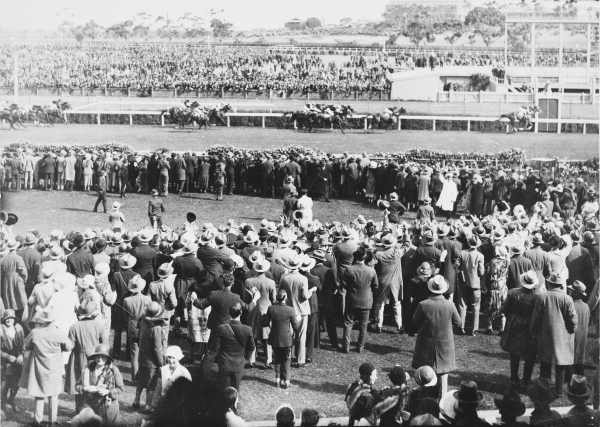
L'arrivée de la Melbourne Cup, en 1930

La suite de sa carrière est une litanie de victoires, puisque, à partir de 1930, Phar Lap remportera 35 des 37 courses auxquelles il prendra part. Mais tout faillit s'interrompre tragiquement le 1er novembre 1930 au matin : alors qu'il s'entraînait en vue des Melbourne Stakes qui se déroulaient l'après-midi, Phar Lap fut la cible de coups de feu tirés par des hommes qui ne furent jamais identifiés. Il ne fut pas atteint, et cela ne l'empêcha pas de remporter la course le jour même, puis la Melbourne Cup trois jours plus tard. 

En 1931, Phar Lap semble quasiment invincible. L'accord passé entre David Davis et Henry Telford est arrivé à terme, et l'entraîneur est associé à la propriété du cheval, qui continue à courir sous les couleurs de Davis. Mais, de nombreuses grandes courses australiennes se courant sous la formule du handicap, la situation au poids de Phar Lap devient trop contraignante, et il est nettement battu dans la Melbourne Cup, terminant huitième sous une montagne de plomb, 68 kg. Davis décide alors d'emmener son cheval aux États-Unis. Telford, s'y opposant, est congédié et remplacé au poste d'entraîneur par Tommy Woodcock, le fidèle soigneur à temps plein du champion. Sur la route de l'Amérique, Phar Lap fait un détour par Tijuana, au Mexique, pour y disputer le Agua Caliente Handicap, alors la course la mieux dotée au monde, avec ses 100 000 dollars d'allocation. Phar Lap, sous la monte de l'Australien Billy Elliot, qui lui était pour la septième fois associé, s'impose brillamment devant certains des meilleurs chevaux américains, battant le record de la piste.  

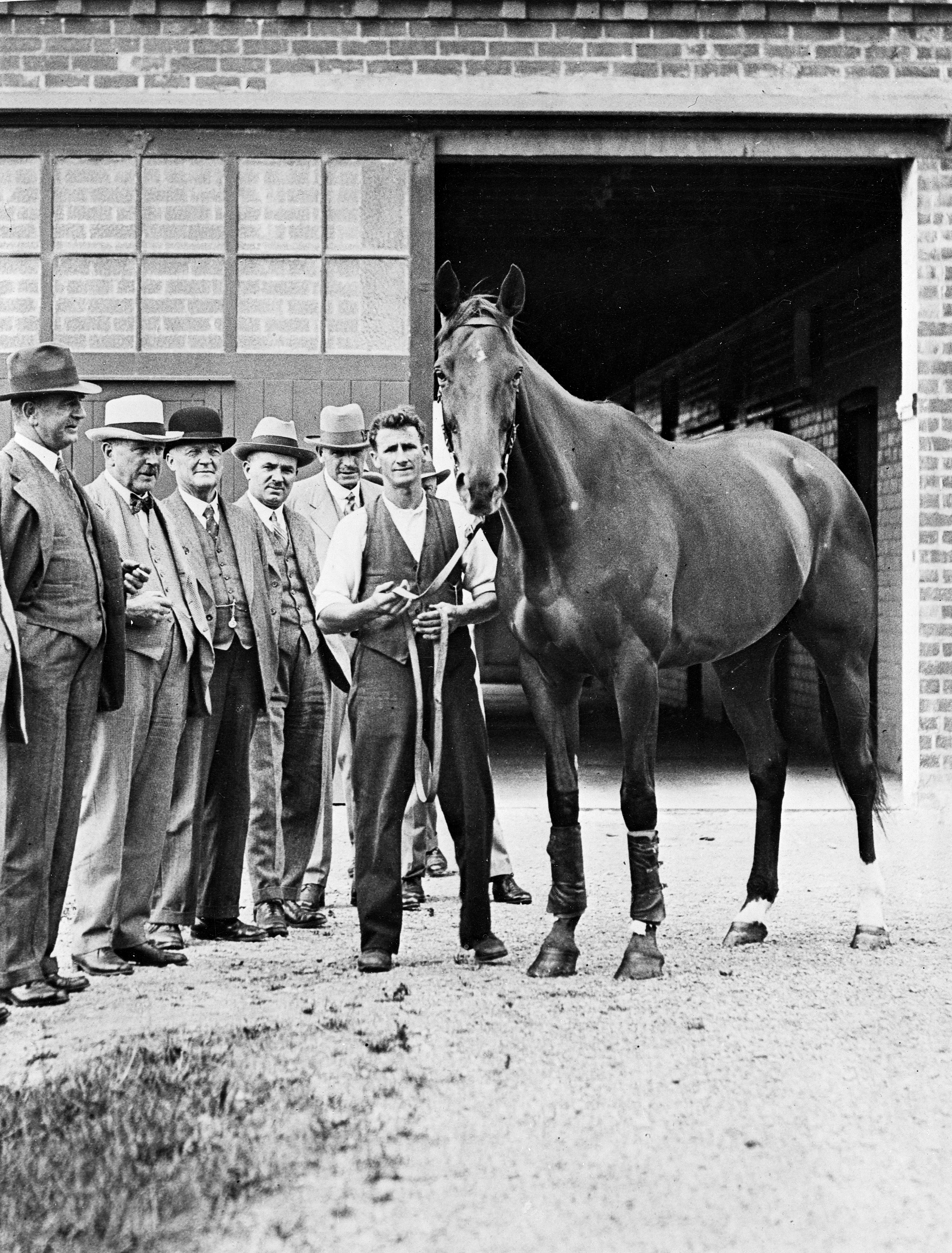
Phar Lap à Trentham avant son départ pour les États-Unis, en 1931

Une fois arrivé aux États-Unis, Phar Lap est installé dans un ranch privé près de Menlo Park, en Californie, d'où son propriétaire attend les offres des hippodromes souhaitant voir se produire son champion. Mais celui-ci ne devait plus jamais revoir un champ de courses, décédant dans des circonstances mystérieuses le 5 avril 1932, sans avoir pu conquérir une Amérique qui l'attendait fébrilement. Cela ne l'empêchera pas de figurer à la 22e place sur la liste des 100 meilleurs chevaux de sport hippique américain du XXe siècle, ce qui fait de lui le seul cheval de cette liste à n'avoir jamais participé à la moindre course sur le sol américain - une incongruité qui s'explique par le fait que les courses disputées sur l'hippodrome d'Agua Caliente, à Tijuana au Mexique, étaient intégrées au calendrier des courses américaines et dotées en dollars. Phar Lap a cumulé 70 123 Aus £ de gains, l'équivalent de 15 750 000 Aus $ d'aujourd'hui, et Timeform lui a rétrospectivement attribué un rating pharamineux de 141, le plus haut jamais donné à un cheval de l'hémisphère sud. Il est intégré au Australian Racing Hall of Fame et au New Zealand Racing Hall of Fame lors de leur création, respectivement en 2001 et 2006.    

### Résumé de carrière
| Date             | Hippodrome       | Pays             | Course                 | Distance         | Jockey           | Place            | Écart            | Vainqueur ou deuxième |
| 1928-1929, 2 ans | 1928-1929, 2 ans | 1928-1929, 2 ans | 1928-1929, 2 ans       | 1928-1929, 2 ans | 1928-1929, 2 ans | 1928-1929, 2 ans | 1928-1929, 2 ans | 1928-1929, 2 ans      |
| ---------------- | ---------------- | ---------------- | ---------------------- | ---------------- | ---------------- | ---------------- | ---------------- | --------------------- |
| 23 février       | Rosehill         | Australie        | Nursery Handicap       | 1 100 m          | H. Martin        | 9e               | ―                | Exact                 |
| 2 mars           | Hawksberry       | Australie        | Handicap               | 1 000 m          | ―                | 8e               | ―                | Sheila                |
| 16 mars          | Rosehill         | Australie        | Nursery Handicap       | 1 200 m          | ―                | 15e              | ―                | My Talisman           |
| 1er avril        | Randwick         | Australie        | Easter Stakes          | 1 400 m          | J. Baker         | 11e              | ―                | Carradale             |
| 27 avril         | Rosehill         | Australie        | Maiden Handicap        | 1 200 m          | J. Baker         | 1er              | 1/2              | Voleuse               |
| 1929-1930, 3 ans |                  |                  |                        |                  |                  |                  |                  |                       |
| 3 août           | Randwick         | Australie        | Denham Court Handicap  | 1 200 m          | ―                | 21e              | ―                | Killamey              |
| 17 août          | Rosehill         | Australie        | 3 YO Handicap          | 1 400 m          | ―                | 8e               | ―                | Firbolg               |
| 24 août          | Rosehill         | Australie        | 3 YO & 4 YO Handicap   | 1 400 m          | ―                | 15e              | ―                | Ticino                |
| 31 août          | Randwick         | Australie        | Warwick Stakes         | 1 600 m          | ―                | 10e              | ―                | Limerick              |
| 14 septembre     | Randwick         | Australie        | Chelmsford Stakes      | 1 800 m          | J. Brown         | 2e               | ―                | Millison              |
| 21 septembre     | Rosehill         | Australie        | Rosehill Guineas       | 1 800 m          | J. Munro         | 1er              | 3                | Lorason               |
| 5 octobre        | Randwick         | Australie        | AJC Derby              | 2 400 m          | J. Pike          | 1er              | 3 ½              | Carradale             |
| 9 octobre        | Randwick         | Australie        | Craven Plate           | 2 000 m          | W. Duncan        | 1er              | 4                | Mollison              |
| 2 novembre       | Flemington       | Australie        | Victoria Derby         | 2 400 m          | J. Pike          | 1er              | 2                | Carradale             |
| 5 novembre       | Flemington       | Australie        | Melbourne Cup          | 3 200 m          | R. Lewis         | 3e               | ―                | Nightmarch            |
| 15 février       | Caulfield        | Australie        | St. George Stakes      | 1 100 m          | R. Lewis         | 3e               | ―                | Amounis               |
| 1er mars         | Flemington       | Australie        | St Leger Stakes        | 2 800 m          | J. Pike          | 1er              | 5                | Sir Ribble            |
| 6 mars           | Flemington       | Australie        | Governor's Plate       | 2 400 m          | W. Elliott       | 1er              | 4                | Lineage               |
| 8 mars           | Flemington       | Australie        | King's Plate           | 3 200 m          | W. Elliott       | 1er              | 20               | Second Wind           |
| 12 avril         | Randwick         | Australie        | Chipping Norton Stakes | 2 000 m          | J. Pike          | 1er              | 2                | Amounis               |
| 19 avril         | Randwick         | Australie        | AJC St Leger           | 2 800 m          | J. Pike          | 1er              | 3 ½              | Sir Ribble            |
| 23 avril         | Randwick         | Australie        | Cumberland Stakes      | 2 800 m          | W. Elliott       | 1er              | 2                | Donald                |
| 26 avril         | Randwick         | Australie        | AJC plate              | 3 600 m          | W. Elliott       | 1er              | 10               | Nightmarch            |
| 10 mai           | Morphet Building | Australie        | Elder Stakes           | 1 800 m          | W. Elliott       | 1er              | 5                | Fruition              |
| 17 mai           | Morphet Building | Australie        | King's Cup             | 2 400 m          | J. Pike          | 1er              | 3 ½              | Nadean                |
| 1930-1931, 4 ans |                  |                  |                        |                  |                  |                  |                  |                       |
| 30 août          | Randwick         | Australie        | Warwick Stakes         | 1 600 m          | J. Pike          | 2e               | ―                | Amounis               |
| 13 septembre     | Randwick         | Australie        | Chelmsford Stakes      | 1 800 m          | J. Pike          | 1er              | 2 ½              | Nightmarch            |
| 20 septembre     | Rosehill         | Australie        | Hill Stakes            | 1 600 m          | J. Pike          | 1er              | 1 ½              | Nightmarch            |
| 4 octobre        | Randwick         | Australie        | Spring Stakes          | 2 400 m          | J. Pike          | 1er              | 1/2              | Nightmarch            |
| 8 octobre        | Randwick         | Australie        | Craven Plate           | 2 000 m          | J. Pike          | 1er              | 6                | Nightmarch            |
| 11 octobre       | Randwick         | Australie        | Landwick Plate         | 3 200 m          | J. Pike          | 1er              | 2                | Donald                |
| 25 octobre       | Moonee Valley    | Australie        | Cox Plate              | 1 900 m          | J. Pike          | 1er              | 4                | Tregilla              |
| 1er novembre     | Flemington       | Australie        | Melbourne Stakes       | 2 000 m          | J. Pike          | 1er              | 3                | Tregilla              |
| 4 novembre       | Flemington       | Australie        | Melbourne Cup          | 3 200 m          | J. Pike          | 1er              | 3                | Second Wind           |
| 6 novembre       | Flemington       | Australie        | Linlisgo Stakes        | 1 600 m          | J. Pike          | 1er              | 4                | Mollison              |
| 8 novembre       | Flemington       | Australie        | CB Fisher Plate        | 2 400 m          | J. Pike          | 1er              | 3 ½              | Second Wind           |
| 14 février       | Caulfield        | Australie        | St. George Stakes      | 1 800 m          | J. Pike          | 1er              | 2 ½              | Induna                |
| 21 février       | Caulfield        | Australie        | Futurity Stakes        | 1 400 m          | J. Pike          | 1er              | enc.             | Mystic                |
| 28 février       | Flemington       | Australie        | Essendon Stakes        | 2 000 m          | J. Pike          | 1er              | 3                | Lampra                |
| 4 mars           | Flemington       | Australie        | King's Plate           | 2 400 m          | J. Pike          | 1er              | 1 ¼              | Glare                 |
| 1931-1932, 5 ans |                  |                  |                        |                  |                  |                  |                  |                       |
| 3 juillet        | Flemington       | Australie        | CM Lloyd Stakes        | 1 600 m          | J. Pike          | 2e               | ―                | Waterline             |
| 25 août          | Williamstown     | Australie        | Underwood Stakes       | 1 600 m          | W. Elliott       | 1er              | 1 ¾              | Rondalina             |
| 5 septembre      | Caulfield        | Australie        | Memji Stakes           | 1 600 m          | J. Pike          | 1er              | 3 ½              | Rondalina             |
| 19 septembre     | Rose Hill        | Australie        | Hill Stakes            | 1 600 m          | J. Pike          | 1er              | 1 ½              | Chide                 |
| 3 octobre        | Randwick         | Australie        | Spring Stakes          | 2 400 m          | J. Pike          | 1er              | 1 ¼              | Chide                 |
| 7 octobre        | Randwick         | Australie        | Craven plate           | 2 000 m          | J. Pike          | 1er              | 4                | Pentheus              |
| 10 octobre       | Randwick         | Australie        | Landwick plate         | 3 200 m          | J. Pike          | 1er              | 4                | Chide                 |
| 24 octobre       | Moonee Valley    | Australie        | Cox Plate              | 1 900 m          | J. Pike          | 1er              | 2 ½              | Chatham               |
| 31 octobre       | Flemington       | Australie        | Melbourne Stakes       | 2 000 m          | J. Pike          | 1er              | 1/2              | Concentrate           |
| 3 novembre       | Flemington       | Australie        | Melbourne Cup          | 3 200 m          | J. Pike          | 8e               | ―                | White Nose            |
| 20 mars          | Agua Caliente    | Mexique          | Agua Caliente Handicap | 2 000 m          | W. Elliott       | 1er              | 2                | Reveile Boy           |

## Mort
Le 5 avril 1932, Tommy Woodcock découvre Phar Lap fiévreux et souffrant de maux de ventre. Le cheval ne tarde pas à faire une hémorragie et meurt en se roulant de douleur. Une autopsie révélera qu'il avait ingéré une grande quantité d'arsenic. Empoisonnement ? Ingestion accidentelle d'insecticide ? Opération de dopage qui aurait mal tourné ? Il faudra attendre les années 2000 pour lever en partie le voile sur ce qui demeure toujours un mystère épaissi par une multitude d'études scientifiques contradictoires pratiquées sur le corps empaillé du cheval. 
En 2000, une étude affirma que Phar Lap était mort des suites d'une infection intestinale. Cette hypothèse fut contredite en 2006 par une autre étude, selon laquelle il s'agissait bien d'un empoisonnement à l'arsenic, rendant ainsi crédible une théorie selon laquelle le champion aurait été assassiné par des gangsters craignant qu'il ne perturbe leurs projets de paris illégaux - théorie restant à prouver. La même année, une autre étude conteste l'empoisonnement à l'arsenic, dont la présence pourrait s'expliquer par le processus de taxidermie. Mais en 2008, d'autres scientifiques ayant analysé des crins au Advanced Photon Source de Chicago, conclurent que Phar Lap avait bien été empoisonné à l'arsenic,. Les raisons de cette ingestion demeurent inconnues, et les thèses de l'empoisonnement malveillant ou de "l'accident de dopage" ne peuvent être absolument écartées. En 2011 parut un article s'appuyant sur des déclarations de Tommy Woodcock, affirmant que Phar Lap n'avait jamais reçu le moindre adjuvant chimique. Mais un document conservé au Museum Victoria de Melbourne, et qui serait de la main de Henry Telford, contient une recette à base d'arsenic sous laquelle il est écrit : "un excellent cocktail pour tous les chevaux".  

## Postérité
Après sa mort, la dépouille de Phar Lap fut envoyée à New York pour y être empaillée par le célèbre taxidermiste Louis Paul Jonas. Son corps est désormais exposé au Musée de Melbourne et son squelette au Musée national de Nouvelle-Zélande à Wellington. Quant à son cœur, donné dans un premier temps à l'Institut d'Anatomie de Canberra, il est désormais visible au National Museum of Australia de Canberra. Ce cœur est remarquable par ses dimensions hors normes : il pèse 6,2 kg, quand le poids moyen d'un cœur de pur-sang tourne autour de 3,2 kg. 
Phar Lap demeure une icône dans la culture populaire australienne et néo-zélandaise. Une rue porte son nom à Sydney, une autre à Cupertino, en Californie : il existe également un Phar Lap Grove à Wellington. Plusieurs statues ont été érigées à son effigie, une sur l'hippodrome de Flemington (Melbourne) et deux autres à Timaru, près de son lieu de naissance, et un timbre a été édité à son effigie par la Poste Australienne. De nombreux livres et films lui ont été consacrés, dont Phar Lap, écrit par David Williamson et réalisé par Simon Wincer, qui connut un grand succès en Australie lors de sa sortie en 1983. 

### Galerie

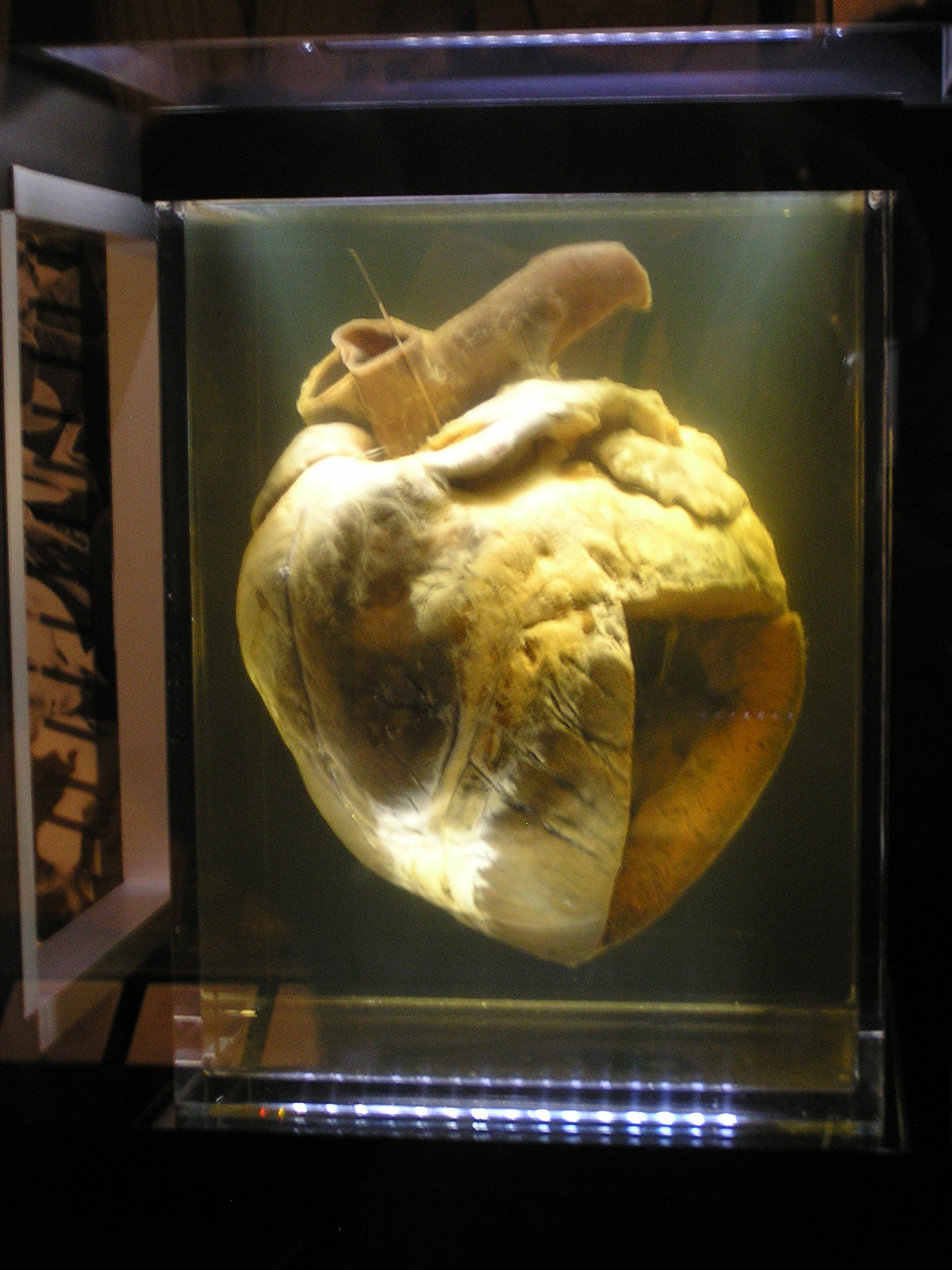
Le cœur de Phar Lap
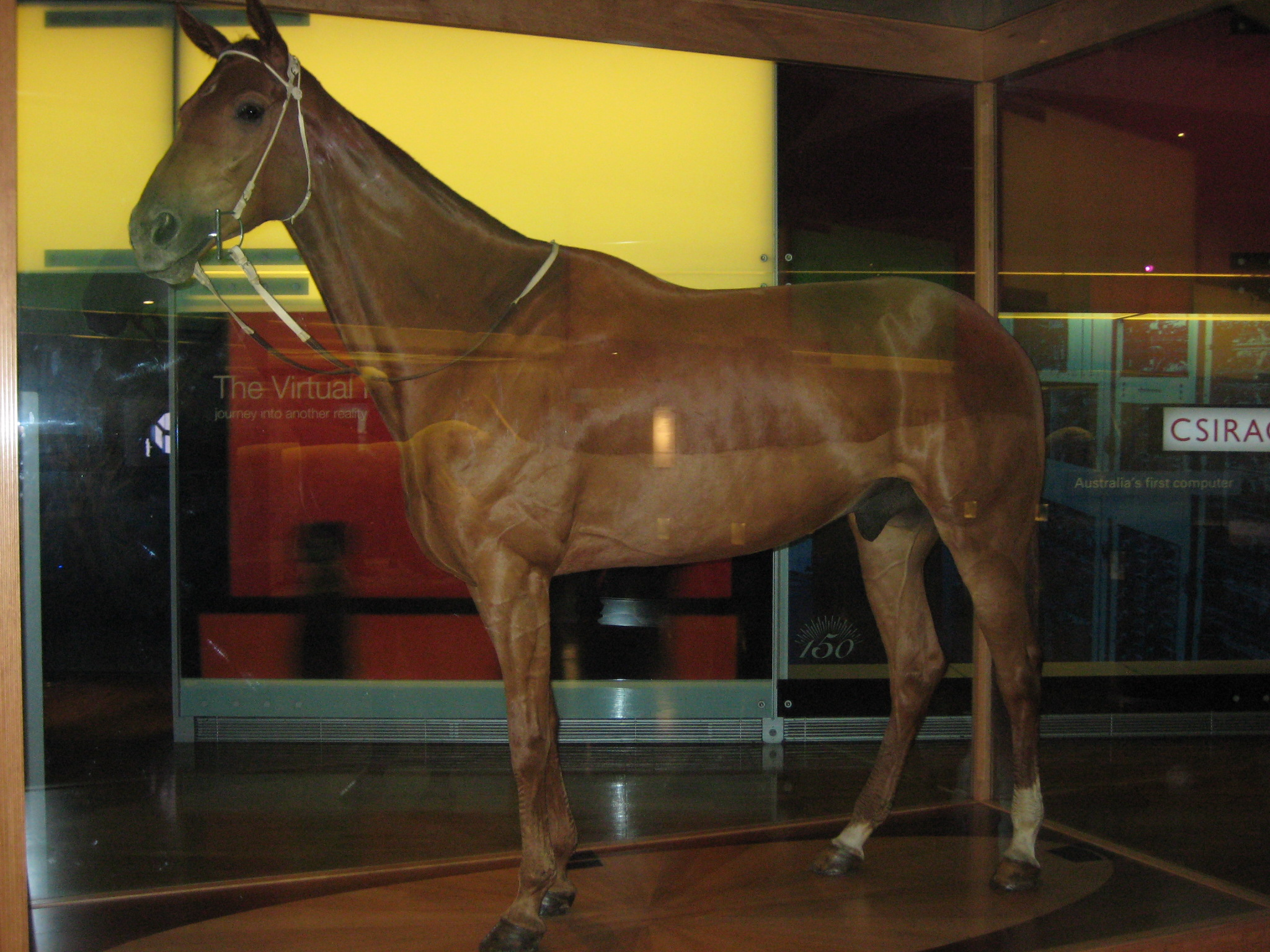
Phar Lap au Musée de Melbourne
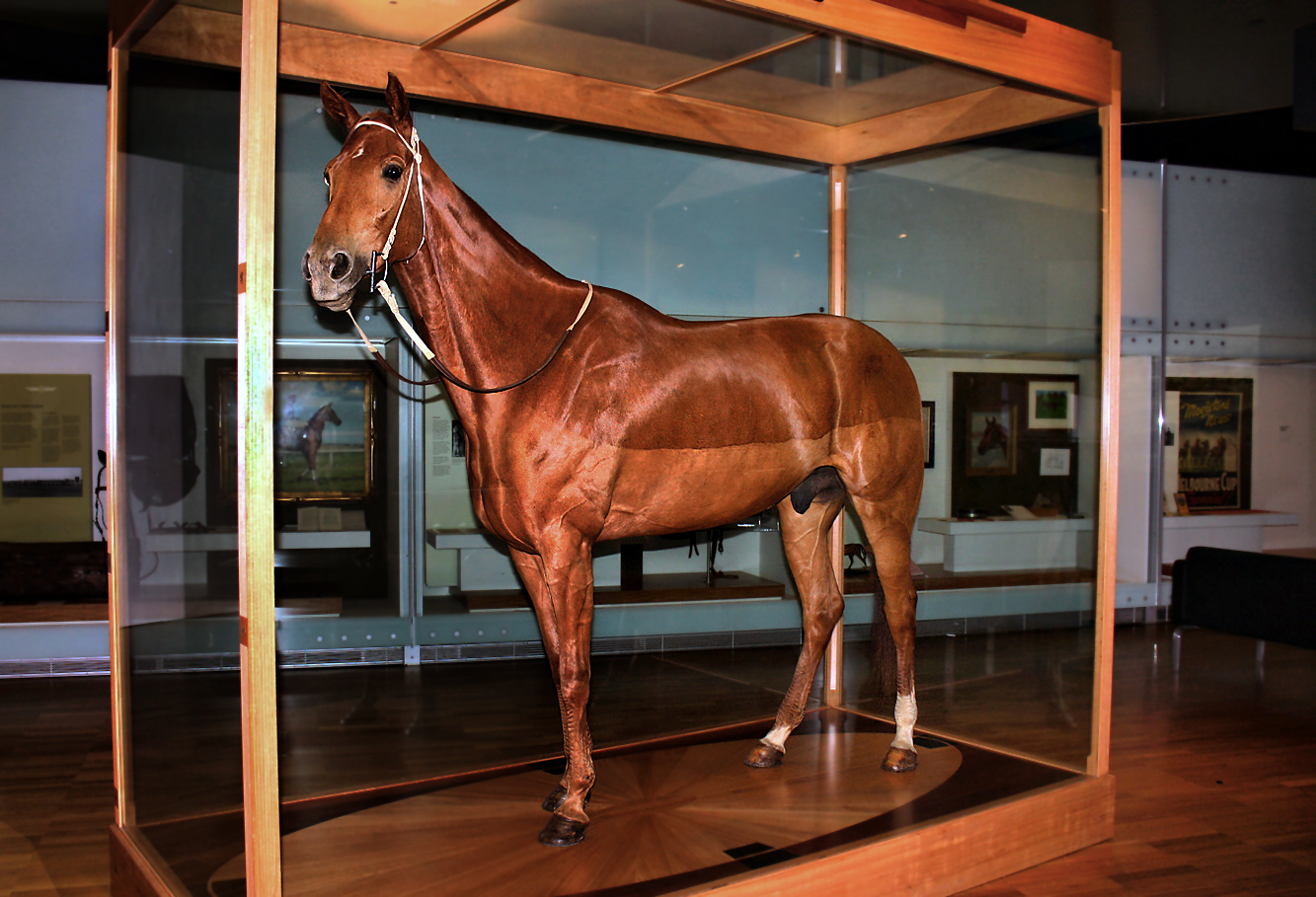
Phar Lap au Musée de Melbourne
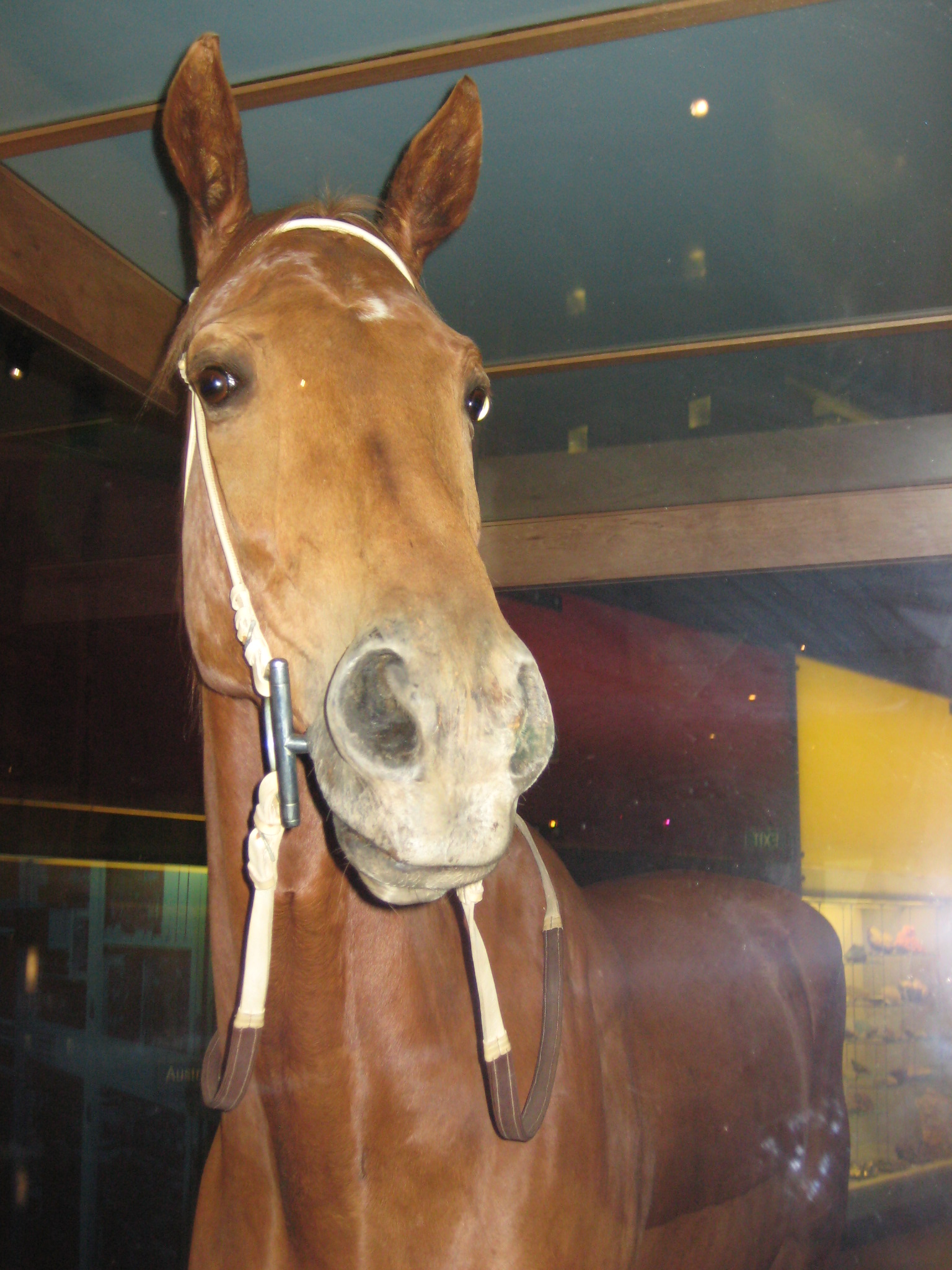
Phar Lap au Musée de Melbourne
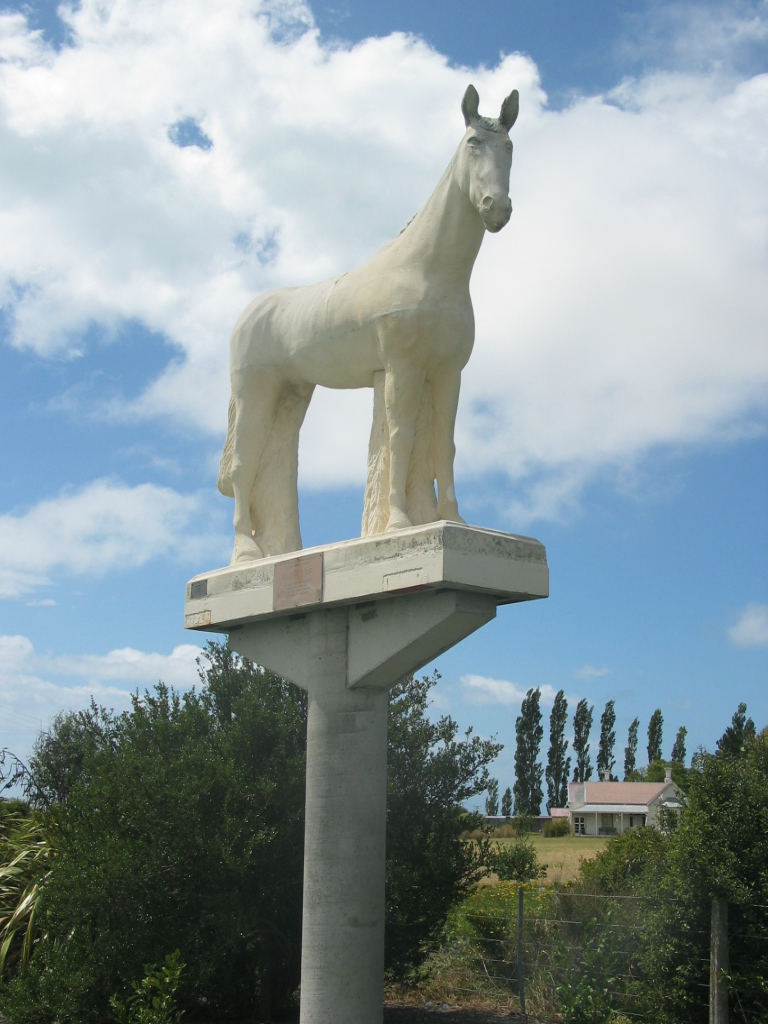
Statue de Phar Lap à Timaru

## Origines
| Origines de Phar Lap (NZ), hongre alezan né en 1926 | Origines de Phar Lap (NZ), hongre alezan né en 1926 | Origines de Phar Lap (NZ), hongre alezan né en 1926 | Origines de Phar Lap (NZ), hongre alezan né en 1926 |
| --------------------------------------------------- | --------------------------------------------------- | --------------------------------------------------- | --------------------------------------------------- |
| Père Night Raid 1918                                | Radium 1903                                         | Bend Or                                             | Doncaster                                           |
| Père Night Raid 1918                                | Radium 1903                                         | Bend Or                                             | Rouge Rose                                          |
| Père Night Raid 1918                                | Radium 1903                                         | Taia                                                | Donovan                                             |
| Père Night Raid 1918                                | Radium 1903                                         | Taia                                                | Eira                                                |
| Père Night Raid 1918                                | Sentiment 1912                                      | Spearmint                                           | Carbine                                             |
| Père Night Raid 1918                                | Sentiment 1912                                      | Spearmint                                           | Maid of the Mint                                    |
| Père Night Raid 1918                                | Sentiment 1912                                      | Flair                                               | St. Frusquin                                        |
| Père Night Raid 1918                                | Sentiment 1912                                      | Flair                                               | Glare                                               |
| Mère Entreaty 1920                                  | Winkie 1912                                         | William the Third                                   | St. Simon                                           |
| Mère Entreaty 1920                                  | Winkie 1912                                         | William the Third                                   | Gravity                                             |
| Mère Entreaty 1920                                  | Winkie 1912                                         | Conjure                                             | Juggler                                             |
| Mère Entreaty 1920                                  | Winkie 1912                                         | Conjure                                             | Connie                                              |
| Mère Entreaty 1920                                  | Prayer Wheel 1905                                   | Pilgrim's Progress                                  | Isonomy                                             |
| Mère Entreaty 1920                                  | Prayer Wheel 1905                                   | Pilgrim's Progress                                  | Pilgrimage                                          |
| Mère Entreaty 1920                                  | Prayer Wheel 1905                                   | Catherine Wheel                                     | Maxim                                               |
| Mère Entreaty 1920                                  | Prayer Wheel 1905                                   | Catherine Wheel                                     | Miss Kate (famille 2-r)                             |